# Nuba Relief, Rehabilitation and Development Organisation
Die Nuba Relief, Rehabilitation and Development Organisation (NRRDO, dt.: Nuba-Hilfs-, Rehabilitations- und Entwicklungsorganisation, arabisch منظمة النوبة للإغاثة والتأهيل والتنمية) ist eine humanitäre Hilfsorganisation im Sudan, die „am besten bekannte Entwoicklungshilfe-Organisation“ („best-known development organisation“) der Nuba.

## Geschichte
Die Organisation wurde 1993 mit Beteiligung von Yousif Kuwa gegründet und unterstützt die vom Bürgerkrieg betroffenen Menschen in den Nuba-Bergen mit Nahrung, Speiseöl, Kleidung und Bildung.
Die NRRDO hat ihr Hauptquartier in Nairobi, Kenia. Executive Directors der NRRDO waren Neroun Phillip, Najwa Musa Konda und Ali Abdelrahman.